# Wilfrid Dyson Hambly
Wilfrid Dyson Hambly (* 20. Dezember 1886 in Clayton, Yorkshire; † 18. Juli 1962 in Chicago) war ein auf Subsahara-Afrika spezialisierter britisch-US-amerikanischer Ethnologe und Anthropologe.
Er besuchte das Hartley University College in Southampton und war zunächst Schullehrer. Er studierte am Jesus  College in Oxford (Diploma 1913, B.Sc. 1917). Von 1919 bis 1923 war er am Governmental Board of Industrial Research in England tätig, von 1923 bis 1926 am Essex Museum of Natural History in London. 1926 wurde er "Assistant Curator" für Afrikanische Ethnologie am Field Museum of Natural History in Chicago.
Zu seinen Hauptwerken zählen sein Buch über die Tätowierung sowie sein Buch über den Tanz und die soziale Entwicklung in Stammesgesellschaften.

## Schriften (Auswahl)
- The History of tattooing and its significance: With some account of other forms of corporal marking. London: Witherby, 1925
- Tribal Dancing and social development. London: Witherby, 1926
- Origins of education among primitive peoples. A comparative study in racial development. With a preface by Charles Hose. London: Macmillan, 1926
- The Flexibility of Methodology. In: American Anthropologist, New Series 31, 1929, S. 816–819
- Berthold Laufer, Wilfrid D. Hambly, Ralph Linton: Tobacco and its Use in Africa. Field Museum of Natural History, Chicago 1930
- Culture areas of Nigeria. Chicago Field Museum of Natural History, Publication 346, Anthropology Series, Vol. XXI, No. 3. 1935
- Primitive Hunters of Australia. (= Anthropology Leaflet 32). Field Museum of Natural History, Chicago 1936
- Source Book for African anthropology. 2 Bände. Field Museum of Natural History, Chicago 1937